# Pessoulens
Pessoulens település Franciaországban, Gers megyében. Lakosainak száma 138 fő (2022. január 1.). Pessoulens Cumont, Marignac, Avensac, Castéron, Estramiac, Gaudonville és Tournecoupe községekkel határos.

## Népesség
A település népességének változása:
| Lakosok száma | 205  | 176  | 166  | 148  | 162  | 149  | 142  | 139  | 139  | 138  |
|               | 1968 | 1982 | 1990 | 2006 | 2013 | 2015 | 2017 | 2019 | 2020 | 2022 |